# Antoni Süss
Antoni Süss, także Sühs lub Sühssa (ur. 1845 w Janowie Lwowskim, zm. 26 stycznia 1946) – powstaniec styczniowy, podporucznik weteran Wojska Polskiego. Obok Feliksa Bartczuka najdłużej żyjący powstaniec styczniowy.

## Życiorys
Urodził się w 1845 w Janowie Lwowskim. Brał udział w wyprawie Józefa Wysockiego na Wołyń, zakończonej klęską pod Radziwiłowem (2 lipca 1863).
Po odzyskaniu przez Polskę niepodległości (1918) w okresie II Rzeczypospolitej został awansowany na stopień podporucznika weterana Wojska Polskiego. W niepodległej Polsce został odznaczony Krzyżem Powstańców 1863 r., Krzyżem Niepodległości z Mieczami, Krzyżem Oficerskim Orderu Odrodzenia Polski, Krzyżem Powstańców Górnośląskich, Krzyżem Siedemdziesięciolecia Powstania Styczniowego, Odznaką Korpusu Kadetów Nr 1 we Lwowie. W 1932 zamieszkiwał w Janowie.
W lutym 1938 otrzymał tytuł członkostwa honorowego oddziału lwowskiego Związku Byłych Ochotników Armii Polskiej. Przed 1939 był jednym z nielicznych weteranów powstania styczniowego, przebywających we Lwowie (na początku 1939 jednym z trzech). Po wybuchu II wojny światowej, agresji ZSRR na Polskę z 17 września 1939 i nastaniu okupacji sowieckiej był nadal widywany w miejscach publicznych Lwowa, ubrany w mundur weterana z amarantowymi wyłogami.

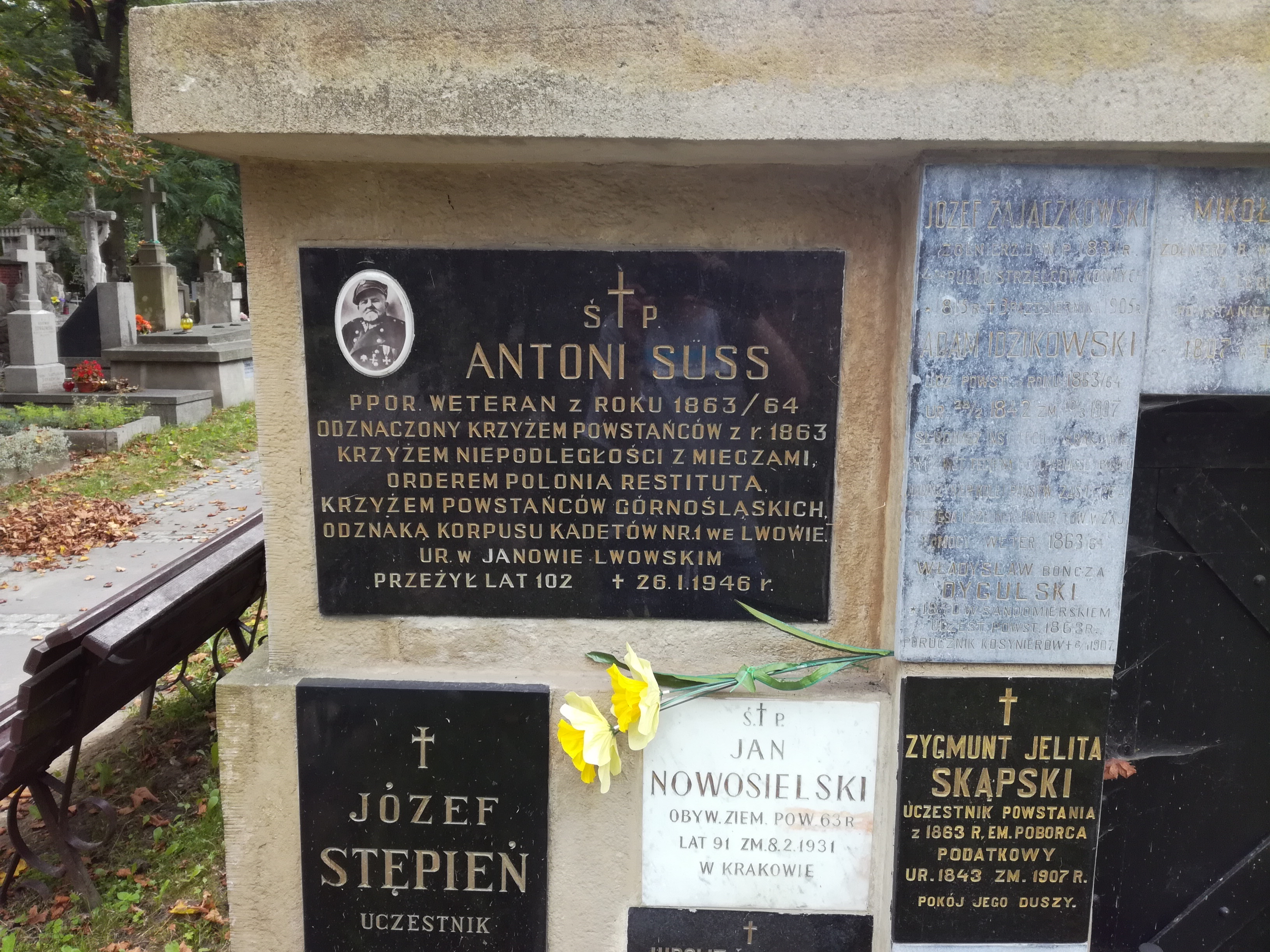
Grób Antoniego Süssa na cmentarzu Rakowickim

Miał syna i córki, doczekał się wnuków, prawnuków i praprawnuków. Zmarł po krótkiej chorobie 26 stycznia 1946. Został pochowany na cmentarzu Rakowickim w Krakowie 29 stycznia 1946 (kwatera Ra, zbiorowa mogiła powstańców styczniowych).